# Cantone di Vaires-sur-Marne
Il Cantone di Vaires-sur-Marne era una divisione amministrativa dell'arrondissement di Torcy.
È stato soppresso a seguito della riforma complessiva dei cantoni del 2014, che è entrata in vigore con le elezioni dipartimentali del 2015.
Comprendeva la parte settentrionale della città di Chelles e i comuni di:
- Brou-sur-Chantereine
- Vaires-sur-Marne